# Liste der Nummer-eins-R&B-Alben in den USA (2003)
Dies ist eine Liste der Nummer-eins-Alben in den von Billboard ermittelten Verkaufscharts für R&B-Alben in den USA im Jahr 2003. In diesem Jahr gab es achtundzwanzig Nummer-eins-Alben.
| ← 2002 ← | Liste der Nummer-eins-R&B-Alben in den USA | Liste der Nummer-eins-R&B-Alben in den USA             | Liste der Nummer-eins-R&B-Alben in den USA | 2004 →                    |
| \| Zeitraum \| Wo. ges. \| Interpret \| Titel \| Zusätzliche Informationen \| \| (Zeitraum, Wochen auf Platz eins, Interpret, Titel, zusätzliche Informationen) \| \| \| \| \| \| ------------------------------------------------------------------------------ \| -------- \| ------------------------------------------------------ \| ------------------------------- \| ------------------------- \| \| 28. Dezember 2002 – 3. Januar 2003 1 Woche (insgesamt 1) \| 1 \| Aaliyah \| I Care 4 U[1] \| – \| \| 4. Januar 2003 – 10. Januar 2003 1 Woche (insgesamt 1) \| 1 \| Nas \| God’s Son[2] \| – \| \| 11. Januar 2003 – 21. Februar 2003 6 Wochen (insgesamt 7) \| 7 \| Aaliyah \| I Care 4 U \| – \| \| 22. Februar 2003 – 7. März 2003 2 Wochen (insgesamt 2) \| 2 \| 50 Cent \| Get Rich or Die Tryin’[3] \| – \| \| 8. März 2003 – 14. März 2003 1 Woche (insgesamt 1) \| 1 \| R. Kelly \| Chocolate Factory[4] \| – \| \| 15. März 2003 – 11. April 2003 4 Wochen (insgesamt 6) \| 6 \| 50 Cent \| Get Rich or Die Tryin’ \| – \| \| 12. April 2003 – 18. April 2003 1 Woche (insgesamt 1) \| 1 \| The Diplomats \| Diplomatic Immunity[5] \| – \| \| 19. April 2003 – 25. April 2003 1 Woche (insgesamt 7) \| 7 \| 50 Cent \| Get Rich or Die Tryin’ \| – \| \| 26. April 2003 – 2. Mai 2003 1 Woche (insgesamt 1) \| 1 \| Ginuwine \| The Senior[6] \| – \| \| 3. Mai 2003 – 9. Mai 2003 1 Woche (insgesamt 1) \| 1 \| 50 Cent \| The New Breed[7] \| – \| \| 10. Mai 2003 – 16. Mai 2003 1 Woche (insgesamt 8) \| 8 \| 50 Cent \| Get Rich or Die Tryin’ \| – \| \| 17. Mai 2003 – 23. Mai 2003 1 Woche (insgesamt 1) \| 1 \| Bone Crusher \| AttenCHUN![8] \| – \| \| 24. Mai 2003 – 6. Juni 2003 2 Wochen (insgesamt 2) \| 2 \| The Isley Brothers feat. Ronald Isley a.k.a. Mr. Biggs \| Body Kiss[9] \| – \| \| 7. Juni 2003 – 13. Juni 2003 1 Woche (insgesamt 1) \| 1 \| David Banner \| Mississippi: The Album[10] \| – \| \| 14. Juni 2003 – 20. Juni 2003 1 Woche (insgesamt 3) \| 3 \| The Isley Brothers feat. Ronald Isley a.k.a. Mr. Biggs \| Body Kiss \| – \| \| 21. Juni 2003 – 27. Juni 2003 1 Woche (insgesamt 1) \| 1 \| Original Motion Picture Soundtrack \| 2 Fast 2 Furious[11] \| – \| \| 28. Juni 2003 – 11. Juli 2003 2 Wochen (insgesamt 2) \| 2 \| Luther Vandross \| Dance with My Father[12] \| – \| \| 12. Juli 2003 – 18. Juli 2003 1 Woche (insgesamt 1) \| 1 \| Beyoncé \| Dangerously in Love[13] \| – \| \| 19. Juli 2003 – 1. August 2003 2 Wochen (insgesamt 2) \| 2 \| Ashanti \| Chapter II[14] \| – \| \| 2. August 2003 – 29. August 2003 4 Wochen (insgesamt 4) \| 4 \| Original Motion Picture Soundtrack \| Bad Boys II[15] \| – \| \| 30. August 2003 – 5. September 2003 1 Woche (insgesamt 1) \| 1 \| State Property \| The Chain Gang Vol. 2[16] \| – \| \| 6. September 2003 – 12. September 2003 1 Woche (insgesamt 1) \| 1 \| The Neptunes \| Clones[17] \| – \| \| 13. September 2003 – 26. September 2003 2 Wochen (insgesamt 2) \| 2 \| Mary J. Blige \| Love & Life[18] \| – \| \| 27. September 2003 – 3. Oktober 2003 1 Woche (insgesamt 1) \| 1 \| YoungBloodZ \| Drankin’ Patnaz[19] \| – \| \| 4. Oktober 2003 – 10. Oktober 2003 1 Woche (insgesamt 1) \| 1 \| DMX \| Grand Champ[20] \| – \| \| 11. Oktober 2003 – 17. Oktober 2003 1 Woche (insgesamt 1) \| 1 \| OutKast \| Speakerboxxx/The Love Below[21] \| – \| \| 18. Oktober 2003 – 24. Oktober 2003 1 Woche (insgesamt 1) \| 1 \| Da Band \| Too Hot for T.V.[22] \| – \| \| 25. Oktober 2003 – 31. Oktober 2003 1 Woche (insgesamt 1) \| 1 \| Ludacris \| Chicken-n-Beer[23] \| – \| \| 1. November 2003 – 7. November 2003 1 Woche (insgesamt 1) \| 1 \| Jagged Edge \| Hard[24] \| – \| \| 8. November 2003 – 14. November 2003 1 Woche (insgesamt 2) \| 2 \| Ludacris \| Chicken-n-Beer \| – \| \| 15. November 2003 – 21. November 2003 1 Woche (insgesamt 1) \| 1 \| Gerald Levert \| Stroke of Genius[25] \| – \| \| 22. November 2003 – 28. November 2003 1 Woche (insgesamt 1) \| 1 \| Ja Rule \| Blood in My Eye[26] \| – \| \| 29. November 2003 – 19. Dezember 2003 3 Wochen (insgesamt 3) \| 3 \| Jay-Z \| The Black Album[27] \| – \| \| 20. Dezember 2003 – 26. Dezember 2003 1 Woche (insgesamt 1) \| 1 \| Alicia Keys \| The Diary of Alicia Keys[28] \| – \| |                                            |                                                        |                                            |                           |
| ← 2002 |                                            |                                                        |                                            | → 2004 →                  |
| Zeitraum | Wo. ges.                                   | Interpret                                              | Titel                                      | Zusätzliche Informationen |
| (Zeitraum, Wochen auf Platz eins, Interpret, Titel, zusätzliche Informationen) |                                            |                                                        |                                            |                           |
| 28. Dezember 2002 – 3. Januar 2003 1 Woche (insgesamt 1) | 1                                          | Aaliyah                                                | I Care 4 U                                 | –                         |
| 4. Januar 2003 – 10. Januar 2003 1 Woche (insgesamt 1) | 1                                          | Nas                                                    | God’s Son                                  | –                         |
| 11. Januar 2003 – 21. Februar 2003 6 Wochen (insgesamt 7) | 7                                          | Aaliyah                                                | I Care 4 U                                 | –                         |
| 22. Februar 2003 – 7. März 2003 2 Wochen (insgesamt 2) | 2                                          | 50 Cent                                                | Get Rich or Die Tryin’                     | –                         |
| 8. März 2003 – 14. März 2003 1 Woche (insgesamt 1) | 1                                          | R. Kelly                                               | Chocolate Factory                          | –                         |
| 15. März 2003 – 11. April 2003 4 Wochen (insgesamt 6) | 6                                          | 50 Cent                                                | Get Rich or Die Tryin’                     | –                         |
| 12. April 2003 – 18. April 2003 1 Woche (insgesamt 1) | 1                                          | The Diplomats                                          | Diplomatic Immunity                        | –                         |
| 19. April 2003 – 25. April 2003 1 Woche (insgesamt 7) | 7                                          | 50 Cent                                                | Get Rich or Die Tryin’                     | –                         |
| 26. April 2003 – 2. Mai 2003 1 Woche (insgesamt 1) | 1                                          | Ginuwine                                               | The Senior                                 | –                         |
| 3. Mai 2003 – 9. Mai 2003 1 Woche (insgesamt 1) | 1                                          | 50 Cent                                                | The New Breed                              | –                         |
| 10. Mai 2003 – 16. Mai 2003 1 Woche (insgesamt 8) | 8                                          | 50 Cent                                                | Get Rich or Die Tryin’                     | –                         |
| 17. Mai 2003 – 23. Mai 2003 1 Woche (insgesamt 1) | 1                                          | Bone Crusher                                           | AttenCHUN!                                 | –                         |
| 24. Mai 2003 – 6. Juni 2003 2 Wochen (insgesamt 2) | 2                                          | The Isley Brothers feat. Ronald Isley a.k.a. Mr. Biggs | Body Kiss                                  | –                         |
| 7. Juni 2003 – 13. Juni 2003 1 Woche (insgesamt 1) | 1                                          | David Banner                                           | Mississippi: The Album                     | –                         |
| 14. Juni 2003 – 20. Juni 2003 1 Woche (insgesamt 3) | 3                                          | The Isley Brothers feat. Ronald Isley a.k.a. Mr. Biggs | Body Kiss                                  | –                         |
| 21. Juni 2003 – 27. Juni 2003 1 Woche (insgesamt 1) | 1                                          | Original Motion Picture Soundtrack                     | 2 Fast 2 Furious                           | –                         |
| 28. Juni 2003 – 11. Juli 2003 2 Wochen (insgesamt 2) | 2                                          | Luther Vandross                                        | Dance with My Father                       | –                         |
| 12. Juli 2003 – 18. Juli 2003 1 Woche (insgesamt 1) | 1                                          | Beyoncé                                                | Dangerously in Love                        | –                         |
| 19. Juli 2003 – 1. August 2003 2 Wochen (insgesamt 2) | 2                                          | Ashanti                                                | Chapter II                                 | –                         |
| 2. August 2003 – 29. August 2003 4 Wochen (insgesamt 4) | 4                                          | Original Motion Picture Soundtrack                     | Bad Boys II                                | –                         |
| 30. August 2003 – 5. September 2003 1 Woche (insgesamt 1) | 1                                          | State Property                                         | The Chain Gang Vol. 2                      | –                         |
| 6. September 2003 – 12. September 2003 1 Woche (insgesamt 1) | 1                                          | The Neptunes                                           | Clones                                     | –                         |
| 13. September 2003 – 26. September 2003 2 Wochen (insgesamt 2) | 2                                          | Mary J. Blige                                          | Love & Life                                | –                         |
| 27. September 2003 – 3. Oktober 2003 1 Woche (insgesamt 1) | 1                                          | YoungBloodZ                                            | Drankin’ Patnaz                            | –                         |
| 4. Oktober 2003 – 10. Oktober 2003 1 Woche (insgesamt 1) | 1                                          | DMX                                                    | Grand Champ                                | –                         |
| 11. Oktober 2003 – 17. Oktober 2003 1 Woche (insgesamt 1) | 1                                          | OutKast                                                | Speakerboxxx/The Love Below                | –                         |
| 18. Oktober 2003 – 24. Oktober 2003 1 Woche (insgesamt 1) | 1                                          | Da Band                                                | Too Hot for T.V.                           | –                         |
| 25. Oktober 2003 – 31. Oktober 2003 1 Woche (insgesamt 1) | 1                                          | Ludacris                                               | Chicken-n-Beer                             | –                         |
| 1. November 2003 – 7. November 2003 1 Woche (insgesamt 1) | 1                                          | Jagged Edge                                            | Hard                                       | –                         |
| 8. November 2003 – 14. November 2003 1 Woche (insgesamt 2) | 2                                          | Ludacris                                               | Chicken-n-Beer                             | –                         |
| 15. November 2003 – 21. November 2003 1 Woche (insgesamt 1) | 1                                          | Gerald Levert                                          | Stroke of Genius                           | –                         |
| 22. November 2003 – 28. November 2003 1 Woche (insgesamt 1) | 1                                          | Ja Rule                                                | Blood in My Eye                            | –                         |
| 29. November 2003 – 19. Dezember 2003 3 Wochen (insgesamt 3) | 3                                          | Jay-Z                                                  | The Black Album                            | –                         |
| 20. Dezember 2003 – 26. Dezember 2003 1 Woche (insgesamt 1) | 1                                          | Alicia Keys                                            | The Diary of Alicia Keys                   | –                         |